# Verkehrsverbund Rhein-Ruhr
Het Verkehrsverbund Rhein-Ruhr (afgekort VRR) is een openbaarvervoerautoriteit (Duits: Verkehrsverbund) in de Duitse deelstaat Noordrijn-Westfalen. Het omvat bijna het gehele Ruhrgebied, maar ook de regio Düsseldorf en zodoende grote delen van de Metropoolregio Rijn-Ruhr.
De autoriteit startte op 1 januari 1980 en is de grootste in Europa met een oppervlakte van circa 7305 km2 en meer dan 7,8 miljoen inwoners. Het gebied loopt tot en met Dorsten in het noorden, Dortmund in het oosten, Langenfeld in het zuiden en Mönchengladbach in het westen en reikt over de Nederlandse grens tot aan Arnhem. Openbaarvervoermiddelen zoals trams en bussen rijden in de huisstijl van de eigen stad of streek, maar treinen van het S-Bahn net rijden in de eigen wit-groene huisstijl.
Er bestaat een gezamenlijk tariefsysteem dat werkt met preisstufe (A, B en C) waarmee van alle lokale treinen en overige vervoermiddelen gebruik gemaakt kan worden.  

## Lijnnummering
Omdat men binnen het verbond geen gelijke lijnnummers meer wenste, voerde men een nieuw lijnnummerschema in. De lijnnummers in de diverse districten beginnen met het cijfer
- 0 Mönchengladbach, Viersen en Krefeld
- 1 Essen en Mulheim
- 2 Vestische Straßenbahn (regio Recklinghausen en Bottrop)
- 3 Bochum en Gelsenkirchen
- 4 Dortmund
- 5 Hagen en Ennepe
- 6 Wuppertal, Remscheid en Solingen
- 7 en 8 Dusseldorf, Neuss en Monheim
- 9 Duisburg, Moers en Oberhausen

Hierbij kregen het DB Nahverkehr en de S-bahnlijnen een eencijferig nummer. De Wuppertaler Schwebebahn kreeg een tweecijferig nummer (60). Het lijnnummer werd in de praktijk niet gevoerd omdat men dit vervoermiddel al herkenbaar genoeg acht. Sneltram 18 uit Essen behield zijn tweecijferig nummer voorafgaand met een U en twee interlokale tramlijnen uit Düsseldorf, K en D, kregen een tweecijferig nummer 76 en 79 (sinds 1988 U76 en U79) waarbij het eerste getal het district aangaf. Alle overige tram-, bus- en trolleybuslijnen kregen een driecijferig lijnnummer waarbij het eerste getal het district aangeeft.
Hierbij probeerde men zoveel mogelijk de staart van het oude lijnnummer te handhaven. Zo kreeg tramlijn 5 uit Dortmund het lijnnummer 405 en tramlijn 10 van de Vestische het lijnnummer 210. Tramlijn 1 uit Krefeld kreeg echter het lijnnummer 041 omdat Krefeld en Mönchengladbach de 0 reeks delen. Tramlijn 9 uit Duisbrug kreeg het hoogste tramlijnnummer 909 toebedeeld. Anno 2022 is dit nummerschema nog steeds zo van kracht. Als een tramlijn opgewaardeerd wordt tot U-bahn wordt het lijnnummer veranderd van een driecijferig in een tweecijferig lijnnummer met de toevoeging U. Tramlijn 405 in Dortmund werd bijvoorbeeld U45 en tramlijn 305 in Bochum werd U35.